# Пакер, Аса
Аса Пакер (англ. Asa Packer; 29 декабря 1805, Мистик, штат Коннектикут, США —17 мая 1879, Филадельфия, штат Пенсильвания) — американский бизнесмен, пионер строительства железной дороги, принимал активное участие в политической жизни Пенсильвании. Основатель университета Лихай, расположенного в Бетлехеме, штат Пенсильвания. Был консервативным и религиозным человеком, отражавшим образ типичного коннектикутского янки. Отслужил два срока в Палате представителей Соединённых Штатов (1853—1857).

## Биография
Пакер родился в Мистике, штат Коннектикут, в 1805 году. Он переехал в Пенсильванию, где стал учеником плотника к своему двоюродному брату Эдварду Пакеру в Бруклинском городке, штат Пенсильвания, который расположен на границе Пенсильвании и Нью-Йорка. Сезонно работал плотником в Нью-Йорке, а затем в Спрингвилле, к югу от Бруклинского городка, и встретил там свою жену Сару Минерву Блэксли. Йейтс описывает его молодость: «Аса и Сара поселились на ферме, а зимой он отправлялся в Тунханнок на Саскуэханне и использовал свои столярные навыки чтобы построить и отремонтировать лодки для каналов». Так продолжалось 11 лет.  В 1833 году Пакер поселился в Мауч-Чанке в Джим-Торпе, штат Пенсильвания, где стал владельцем лодки, перевозившей уголь в Филадельфию. Затем он основал фирму A. & RW Packer, которая строила шлюпки и шлюзы для Lehigh Coal & Navigation Company.

## Деловая активность
Пакер призвал Lehigh Coal & Navigation Company использовать паровую железную дорогу в качестве транспортёра для угля, но тогда этот проект не считался осуществимым.  В 1851 году он стал основным акционером компании Delaware, Lehigh, Schuylkill & Susquehanna Railroad Company, которая в январе 1853 года превратилась в Lehigh Valley Railroad Company, и они построили железнодорожную линию от Моч-Чанка до Истона в период с ноября 1852 года по сентябрь 1855. Строительство началось на линии Mauch Chunk-Easton как раз тогда, когда истекал пятилетний контракт Пакера. Он построил железные дороги, соединяющие главную линию с угольными шахтами в округах Люцерн и Скулкилл, спланировал и построил расширение линии в долину Саскуэханна и оттуда в штат Нью-Йорк, соединив Уэверли с железной дорогой Эри. Среди его служащих и соратников в этот период был будущий бизнесмен и солдат Джордж Вашингтон Хелме.

## Политика
Пакер также принимал активное участие в политике. В 1842—1843 годах он был членом Палаты представителей Пенсильвании. В 1843—1844 он был окружным судьёй графства Карбон при губернаторе Дэвиде Р. Портере. Он отслужил два срока в качестве демократического члена Палаты представителей США, начиная с 1853 года. Пакер сделал неудачную заявку на выдвижение кандидатуры на пост президента Демократической партии в 1868 году. Он получил одобрение партии на гонку губернатора Пенсильвании 1869 года, но проиграл кампанию Джону В. Гири на 4596 голосов, что стало одной из самых близких гонок штата в истории Пенсильвании.

## Лихайский университет
В 1865 году Пакер пожертвовал 500 000 долларов и 60 акров (243 000 м²), которые позже были увеличены до 115 акров (465 000 м²) в Бетлехеме, штат Пенсильвания, в качестве технической школы для инженерных специалистов, призванной помочь росту и развитию Долины Лихай. Университет Лихай был основан в 1866 году. Благодаря щедрости Пакера, Лихай смог предложить бесплатное обучение в течение 20 лет, с 1871 по 1891 год, но затем экономические проблемы 1890-х годов вынудили изменить эту политику.

## Семья
Пакер был женат на Саре Минерве Блэксли (1807—1882), дочери Зофара и Кларинды Уитмер Блэксли. У Пакеров было семеро детей: Люси Пакер Линдерман (1832—1873), Кэтрин Пакер (1836—1837), Мэри Пакер Каммингс (1839—1912), Мальвина Фицрандольф Пакер (1841—1841), Роберт Аса Пакер (1842—1883), Гертруда Пакер (1846—1848) и Гарри Элдред Пакер (1850—1884).

## Наследие

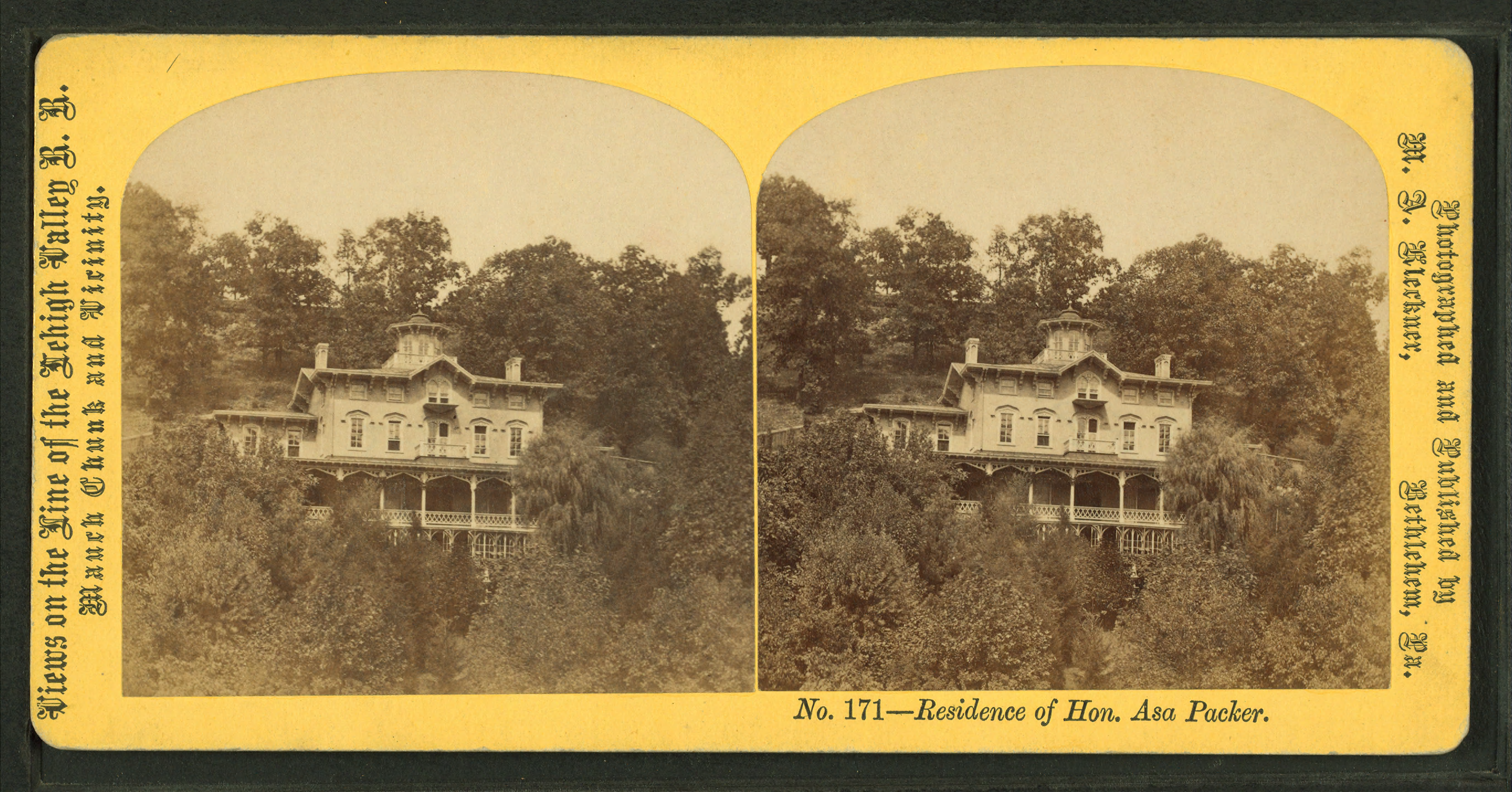
Стереотипная карта особняка Асы Пакера, снятая М. А. Клекнером.

Особняк Пакера стал музеем, открытым для экскурсий в 1956 году и был внесён в реестр Национальных исторических памятников в 1985 году. Пакер был членом епископальной церкви Св. Марка и внёс большие суммы денег в эту церковь готического возрождения, которая расположен в центре города Джим Торп. Сан-Марко был объявлен Национальным историческим памятником в 1987 году.

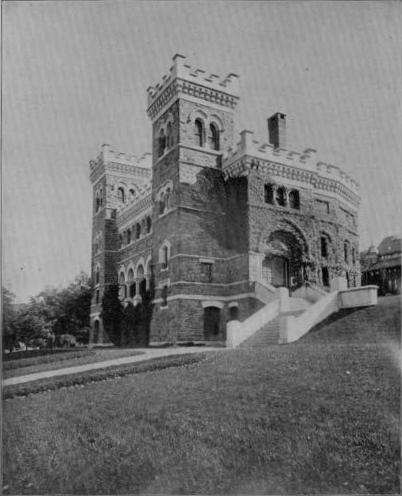
Первая библиотека Университета Лихай, построенная Аса Пакером за 100 000 долларов в память о его дочери Люси Пэкер Линдерман.
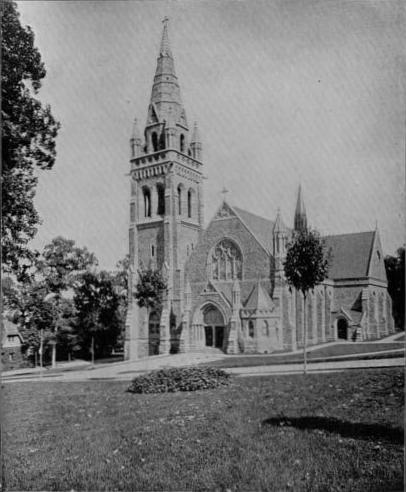
Мемориальная церковь Пакера при университете Лихай, возведенная миссис Мэри Пакер Каммингс в память о ее семье.
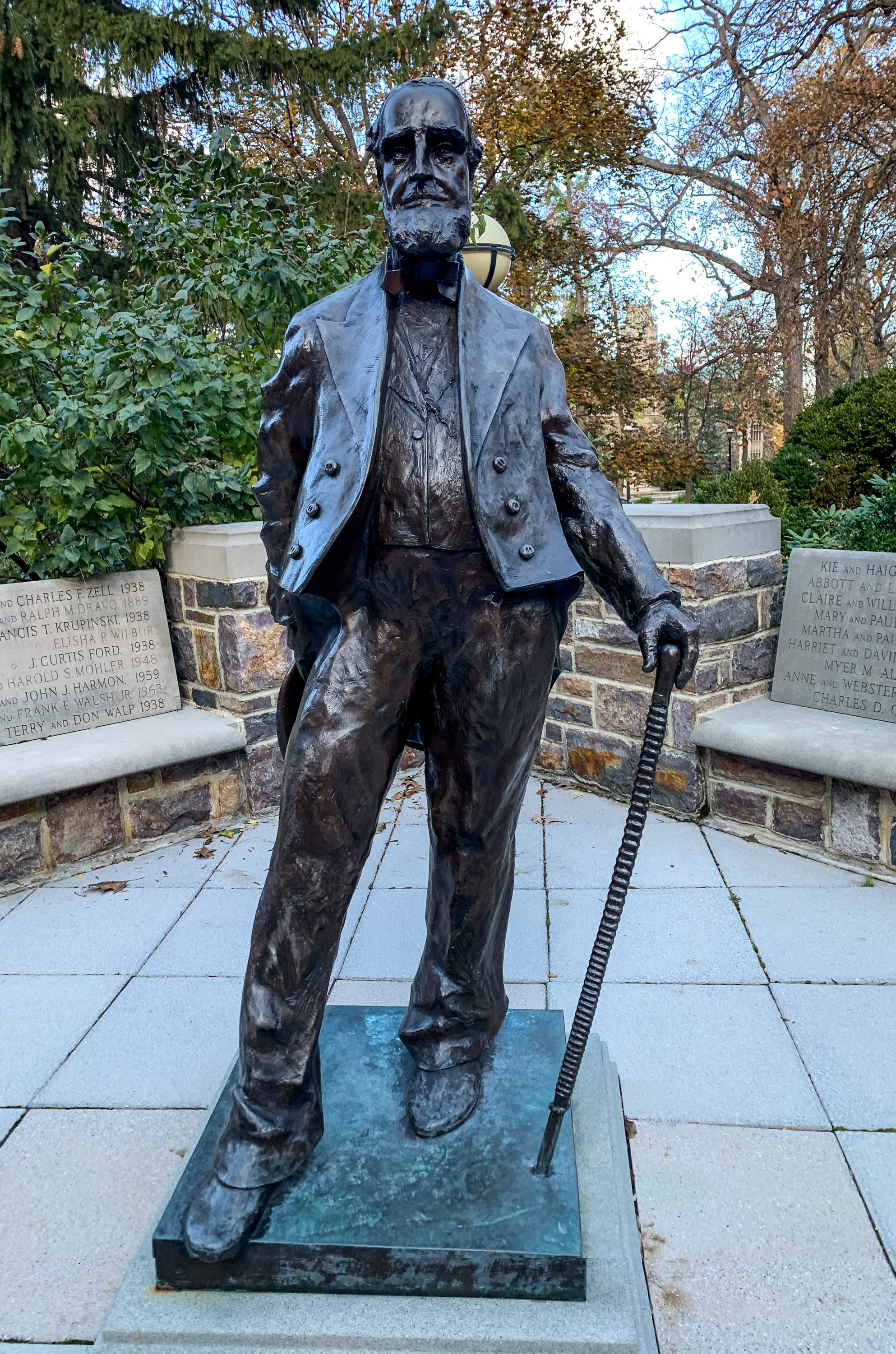
Статуя в университете Лихай